# 204
Năm 204 là một năm trong lịch Julius. 